# Linh mục

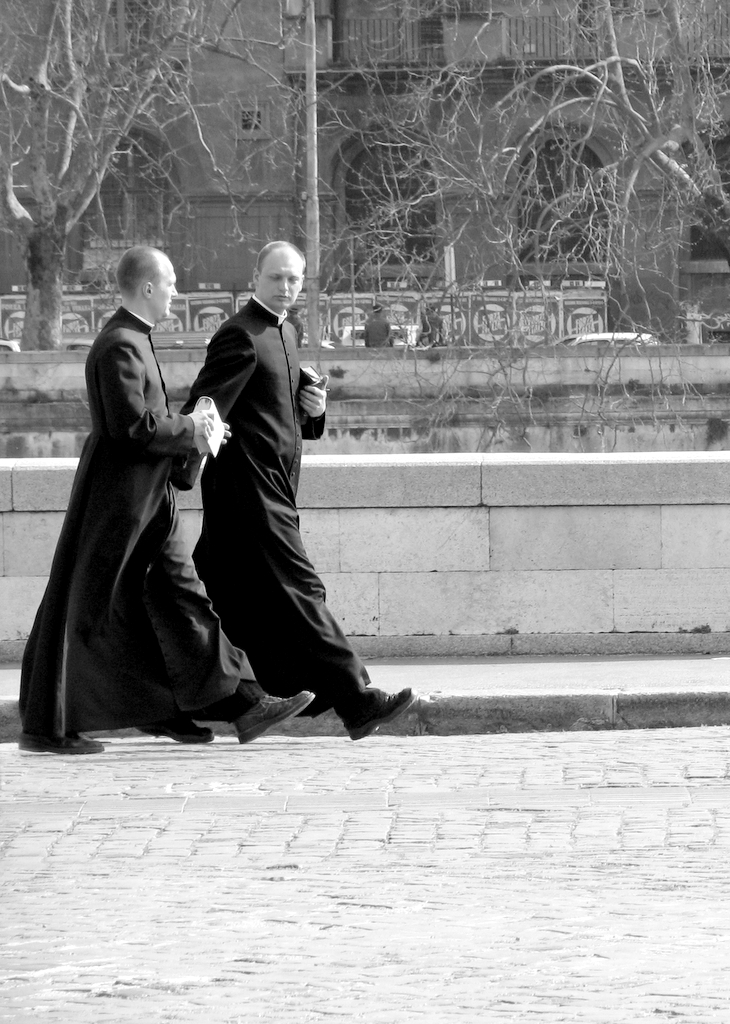
Hình ảnh hai linh mục Công giáo tại Roma, 2005

Linh mục (còn được gọi là thầy cả trong tài liệu tiếng Việt xưa) là một chức phẩm của Giáo hội Công giáo Rôma, là giáo sĩ có quyền thực hiện các lễ nghi tôn giáo trực tiếp cho giáo dân. Chức linh mục là chức phẩm cơ bản để được tấn phong lên chức cao hơn là Giám mục. Chức linh mục gồm hai loại: linh mục triều là các linh mục có giáo tịch tại một giáo phận nào đó dưới quyền một Giám mục (hoặc giám chức), linh mục dòng là các linh mục thành viên của một dòng tu Công giáo, dưới quyền một vị bề trên. Tùy theo sự bổ nhiệm của Giám mục hoặc bề trên mà các linh mục có thể đảm nhận các nhiệm vụ như: quản trị một giáo xứ, làm việc cho các cơ quan của giáo hội hoặc đi truyền giáo. Giáo Luật Giáo hội Công giáo La Mã không truyền chức linh mục cho nữ giới.
Quy định đối với một người linh mục là khác nhau giữa các giáo hội địa phương trực thuộc Giáo hội Công giáo, cụ thể là Giáo hội Latinh và 23 giáo hội Công giáo Đông phương. Các linh mục thuộc Giáo hội Latinh phải tuyên giữ lời khấn khiết tịnh (sống độc thân), còn linh mục thuộc phần lớn các giáo hội Công giáo Đông phương thì không và những người đàn ông đã có gia đình thì vẫn được thụ phong linh mục. Các thầy phó tế phải là nam giới và thường trực thuộc một giáo sĩ đoàn giáo phận; tuy nhiên khác với tuyệt đại đa số các linh mục thuộc Giáo hội Latinh và toàn bộ giám mục Công giáo Đông phương và Tây phương, các thầy phó tế thì được phép cưới vợ trước khi thụ phong thánh chức của họ. Giáo hội Công giáo dạy rằng khi một người nam lãnh nhận chức vụ linh mục trong bí tích Truyền Chức Thánh, người ấy hành động in persona Christi, tức là chính Chúa Kitô hành động nơi linh mục khi họ truyền phép bánh, rượu và giải tội.